# An-2

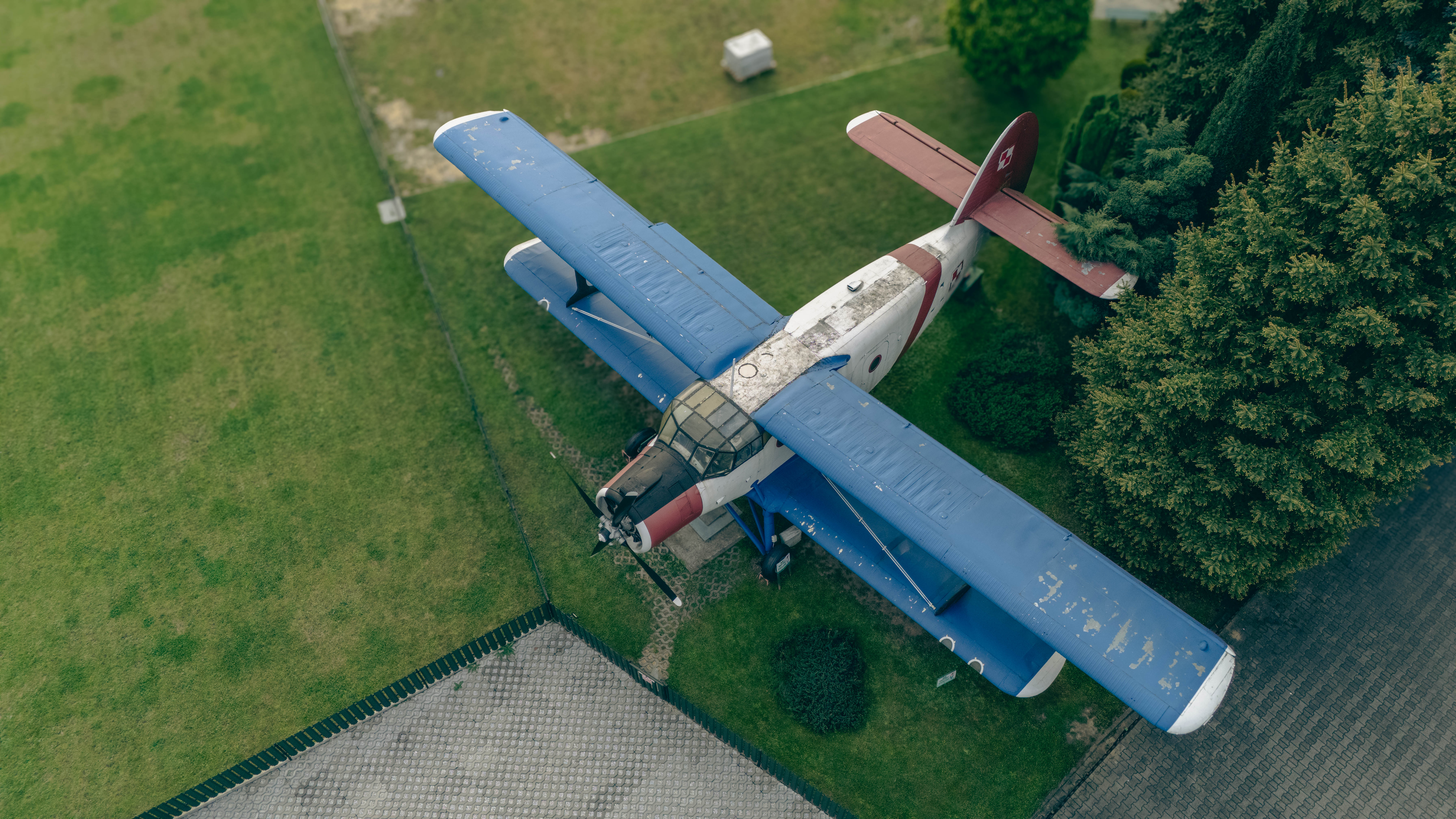
Antonov An-2 przy Zajeździe Magda w Bobrku

An-2 (ros. Ан-2, oznaczenie NATO „Colt”) – samolot wielozadaniowy zaprojektowany w biurze konstrukcyjnym Olega Antonowa.
An-2 (przez polskich pilotów nazywany często Antek) jest największym produkowanym seryjnie jednosilnikowym dwupłatowcem na świecie. Przez długi czas dzierżył także tytuł najdłużej produkowanego samolotu świata (obecnie rekord ten należy do samolotu Lockheed C-130 Hercules). Ze względu na niezawodność, prostą konstrukcję i obsługę, łatwość pilotażu i konstrukcję dwupłatowca był porównywany do słynnego kukuruźnika – samolotu Po-2 z okresu II wojny światowej. 

## Historia
Pierwszy prototyp został oblatany 31 sierpnia 1947 roku. Produkcję seryjną rozpoczęto w 1949. Od 1957 produkowany na licencji w Chinach jako Y-5, a od 1960 również w Polsce w wytwórni w Mielcu, gdzie zbudowano większość maszyn tego typu. Samoloty An-2 znalazły zastosowanie w lotnictwie rolniczym, sportowym, wojskowym i pasażerskim w ZSRR, Afganistan, Bułgaria, Czechosłowacja, Chiny, NRD, Egipt, Grecja, Indie, Jugosławia, Kuba, KRLD, Mongolia, Mali, Nepal, Polska, Rumunia, Sudan, Węgry, Wietnam, Tunezja, Turcja i USA.

## Zastosowanie

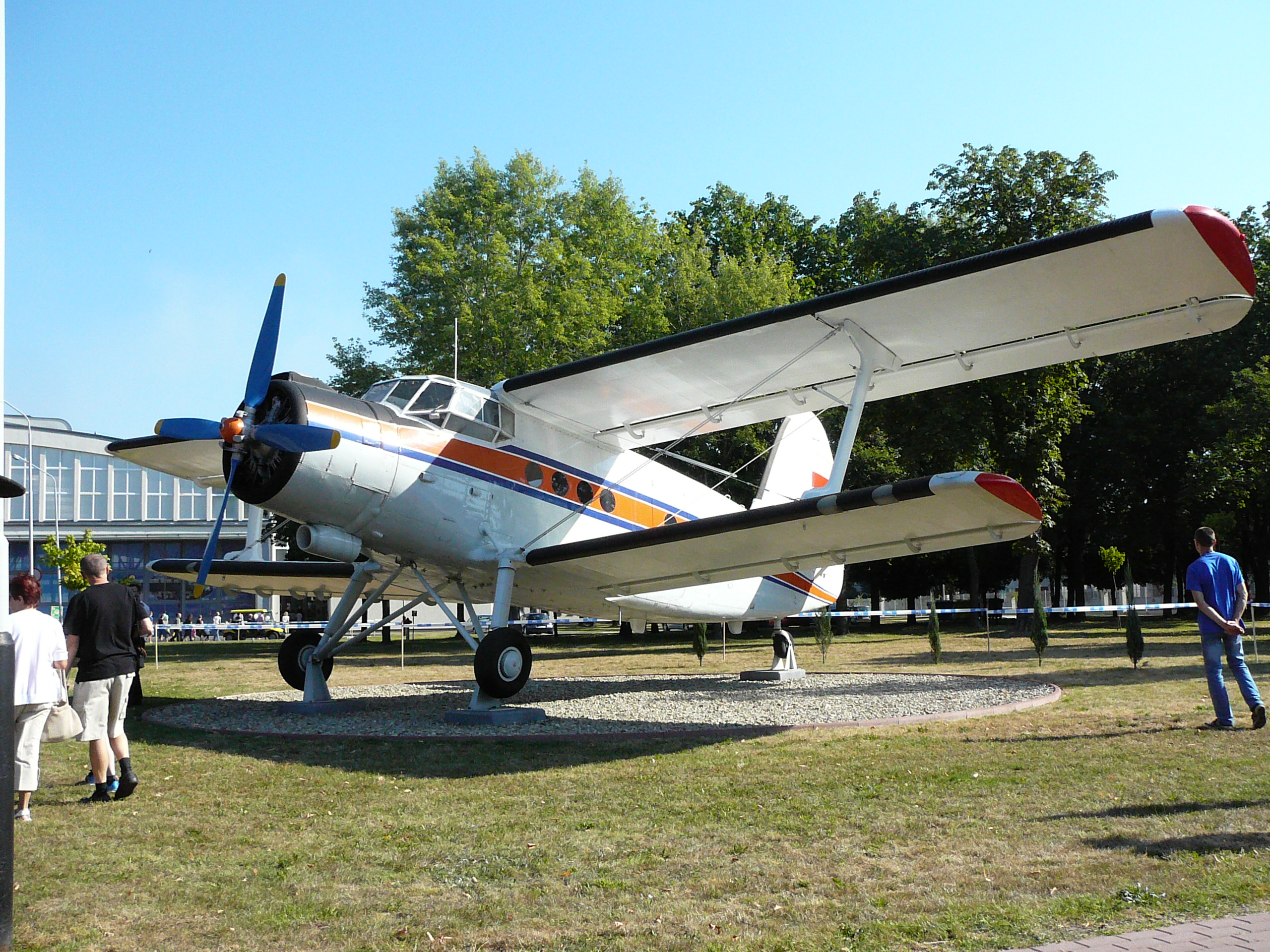
An-2 na terenie PZL Mielec, Dni Otwarte, 17 sierpnia 2013

An-2 dzięki zaletom znalazł bardzo szerokie zastosowanie w różnych dziedzinach życia. Wykorzystywano go do przewozu ludzi, na lokalnych liniach pasażerskich, poczty, różnych ładunków, jako sanitarny, do prac agrolotniczych, do badań meteorologicznych i geofizycznych, w poszukiwaniu ławic ryb, do gaszenia pożarów leśnych, szkolenia skoczków spadochronowych i wielu innych zadań. Samolot mógł przewozić wszystko, co można było załadować przez drzwi bagażowe i nie przekraczało masy 1500 kg.
Spora liczba samolotów An-2 została wykorzystana w Aerofłocie do komunikacji pasażerskiej na krótkich liniach lokalnych. Do roku 1982 przewiozły one 25 milionów pasażerów, a w kwietniu 1987 roku sprzedano 100-milionowy bilet na ten samolot. Docierał on do małych miast, pozbawionych stałych lotnisk. Można go było wykorzystywać z niewielkiej powierzchni równego terenu, w różnych warunkach klimatycznych, gdyż samolot może być wyposażony zarówno w podwozie kołowe, jak i narty. Zamiana podwozia z jednej wersji na drugą może być wykonana w krótkim czasie w warunkach polowych.
Nie tylko w byłym ZSRR używano go do lokalnej komunikacji pasażerskiej, ale w wielu innych krajach. W latach 1958–1962 na regularnych liniach wewnętrznych Deutsche Lufthansa w byłej NRD, latały samoloty An-2 odpowiednio przystosowane do tego celu.
Jednak największą liczbę samolotów wykorzystywano w rolnictwie do nawożenia, ochrony upraw i defoliacji. W szczytowym okresie samoloty An-2 wykonywały rocznie prace agrolotnicze na obszarze 110 milionów hektarów. Używany na kilku kontynentach, doskonale spisywał się w różnych warunkach klimatycznych.
Znaczna liczba An-2 TD w wersji transportowo-desantowej znalazła się na wyposażeniu jednostek wojsk lotniczych ZSRR. Wykorzystywano go do przewożenia ładunków i ludzi w niedostępne tereny, jako samolot dyspozycyjny, a przede wszystkim do szkolenia wojsk powietrznodesantowych. Były one przystosowane do prowadzenia rozpoznania fotograficznego. W tym celu można było zamontować na nim dwa lotnicze aparaty fotograficzne AFA-33/50 lub jeden AFA –33/75 i jeden 18//21.
W 2020 roku podczas konfliktu wojennego w Górskim Karabachu siły azerskie przystosowały około 55 samolotów An-2 do misji typu SEAD w celu zniszczenia wyrzutni rakietowych S-300P przy pomocy dronów IAI Harop produkcji izraelskiej.

## Wersje

### Produkowane w Polsce
- An-2T – wersja transportowa to pierwszy wariant jaki był wyprodukowany całkowicie w Polsce. Oblatany 22 marca 1961 roku.
- An-2 R – Przeznaczona jest do prac agrolotniczych. Na samolocie można zainstalować różną aparaturę do prac agrolotniczych w zależności od potrzeby. Może to być aparatura: opylająca, dla sypkich środków chemicznych, lub opryskująca, dla płynnych środków chemicznych. Pierwszy lot tej wersji odbył się 1 sierpnia 1961 roku.
- An-2M (W) – Samolot An-2M na podwoziu pływakowym przeznaczony jest do eksploatacji na rzekach, jeziorach oraz przybrzeżnych rejonach morskich. Mały rozbieg i dobieg oraz łatwa obsługa przy załadowaniu ładunków pozwalają na eksploatację samolotu na niewielkich zbiornikach wodnych, bez wyposażonych baz. An-2M budowany jest na bazie samolotu transportowego. Oblot 29 sierpnia 1962.
- An-2 TP Transportowo-pasażerska opracowana dla Aerofłotu otrzymała bardziej komfortowe wyposażenie kabiny pasażerskiej. Oblatany w Mielcu 15 grudnia 1962. Jest zmodyfikowaną wersją samolotu An-2T.
- An-2 TD Transportowo-desantowa, opracowana na podstawie An-2T przeznaczona do transportu 12 skoczków, w kabinie transportowej zainstalowano liny desantowe, oraz sygnalizację dla skoczków. Jest to najpopularniejsza wersja samolotu w polskich Aeroklubach.
- An-2 P – wersja wyłącznie pasażerska z 12 fotelami dla pasażerów i 2 krzesełkami dla dzieci. Wersja ta stworzyła pasażerom naprawdę wygodne warunki podróży w dźwiękoszczelnej i estetycznie wykończonej kabinie o przyjemnej tapicerce oraz niezłej wentylacji. Fotele umieszczone po 3 w 4 rzędach, zgodnie z kierunkiem lotu. Dodatkowo w dwu pierwszych rzędach (w przejściu) podwieszono dwa składane siedzenia dla dzieci. Pierwszy lot 30 grudnia 1968.
- An-2 PD6 (lub An-2P Lux) – salonka sześcioosobowa ma podwyższony komfort, wyposażona w 6 foteli, rozkładany stolik i barek na produkty żywnościowe. Z tyłu toaleta. Oblot w 1970.
- An-2 PD5 – dyspozycyjna salonka 5 osobowa, różni się wyposażeniem kabiny. Usunięto jeden fotel umieszczając w to miejsce stolik z lampą. Oblot w 1972. Powstał tylko jeden egzemplarz, latał w 42 Eskadrze Łącznikowej, jako salonka dla VIP.
- An-2 R – Wewnątrz kadłuba zabudowany jest laminatowy zbiornik, do którego można załadować 1350 litrów lub 1600 kg środków chemicznych. Napełnianie zbiornika sproszkowanymi środkami odbywa się przez wziernik na górnym pokryciu kadłuba. W dolnej części kadłuba, w podłodze kabiny ładunkowej, znajduje się wziernik do wyprowadzania gardzieli zbiornika, do której, w zależności od potrzeb, podłącza się urządzenie pompujące – opryskiwacze lub rozpylacz tunelowy z gardzielą dozującą. Najnowsze wersje An-2R wyposażone są w instalację klimatyzacyjną, zapewniającą załodze lepsze warunki pracy w klimacie tropikalnym oraz w okresie upałów w klimacie umiarkowanym. Oblot w 1972.
- An-2 PK – samolot przystosowany do lotów polarnych na nartach ze specjalnym piecykiem. Oblot 11 sierpnia 1970 roku.
- An-2 G – Wersja geofizyczna opracowana na zamówienie Państwowego Przedsiębiorstwa Poszukiwań Geofizycznych wyposażona w aparaturę do dokonywania pomiarów magnetoelektrycznych i radiometrycznych. Kilka samolotów przystosowano do pracy w klimacie tropikalnym i długich lotów trwających 5-6 godzin. Pierwszy lot 24 marca 1974 roku.
- An-2 PF – Wersja aerofotogrametryczna opracowana na zamówienie P.P. Kartografii w Warszawie oraz węgierskiego Instytutu Kartografii. Trzy samoloty tego typu o znakach rejestracyjnych: SP-TBA, SP-TBC i SP-TBD, użytkowało Przedsiębiorstwo Usług Lotniczych w Warszawie. Wersji tej używało również lotnictwo wojskowe. Oblot 21 października 1974.
- An-2P RTV – Samolot wyposażony w urządzenia do przeprowadzania transmisji TV. Zamówiony przez Telewizję Polską. An-2 ze znakami SP-TVN był unikalną stacją retransmisyjną. Oblatany 8 lutego 1975, został przekazany do użytku 11 kwietnia 1975 roku.

### Produkowane poza Polską
- An-2P – wersja ogólnoużytkowa, o niższym standardzie niż polski odpowiednik, z 14 miejscami dla skoczków lub 10 fotelami pasażerskimi
- An-2F – prototyp przeznaczony do kierowania ogniem artylerii i bezpośredniego wsparcia na polu walki z podwójnym usterzeniem, przeszkloną dolną częścią kadłuba, uzbrojony w działko kal. 23 mm i karabin kal. 12,7 mm
- An-2L – wodnosamolot do gaszenia pożarów leśnych, później oznaczany jako An-P
- An-2M – wersja o powiększonym usterzeniu z 1964 roku
- An-2SCh – wersja rolnicza ze zbiornikiem na 1400 kg chemikaliów
- An-2NAK – rozwinięcie An-2F, przeznaczony do nocnej obserwacji pola walki i korygowania ognia artyleryjskiego
- An-4 – wielozadaniowy wodnosamolot, odpowiednik An-2W
- An-2ZA – latające laboratorium meteorologiczne, wyposażone w silnik ASz-62IR ze sprężarką TK-19 co pozwoliło osiągnąć pułap 9500 m przy mocy 626 kW (850 KM) na tej wysokości
- An-6 Meteo – rozwinięcie An-2ZA z 1950, który osiągnął pułap 11 248 m
- An-2PP – morski wodnopłat gaśniczy ze zbiornikiem na 630 l
- An-3SCh – wersja An-2SCh z silnikiem turbośmigłowym
- An-3T – wersja An-2T z silnikiem turbośmigłowym TWD-10 o mocy 701 kW lub TWD-20 o mocy 1081 kW
- An-2E – ekranoplan powstały na bazie An-2
- An-2 – modernizacja An-2 przeprowadzona przez biuro konstrukcyjne Suchoja. Odróżnia się od protoplasty konfiguracją aerodynamiczną – nadal jest to dwupłat, lecz zamiast rozpórek zabudowano winglety, które łączą się z górnym płatem. W konstrukcji skrzydeł zastosowano pokrycie, żebra i podłużnice wykonane z kompozytów zbrojonych włóknem węglowym. Zrezygnowano też z cięgien usztywniających komory między płatami. Ma to zapewnić zwiększenie prędkości przelotowej i maksymalnej o 50%. Według producenta prędkość minimalna samolotu jest bliska zerowej. Napęd stanowi prawdopodobnie silnik turbinowy Honeywell TPE331, poruszający pięciołopatowe śmigło.
- Y-5 – wersje produkowane w Chinach.
- Y-5BG – wersja z silnikiem turbośmigłowym Honeywell TPE-331-12UAN o mocy 1360 KM, zaprezentowana w 2022 roku[3].

## Produkcja w Polsce
| Produkcja samolotów An-2 w PZL-Mielec w latach 1960-1991 | Produkcja samolotów An-2 w PZL-Mielec w latach 1960-1991 | Produkcja samolotów An-2 w PZL-Mielec w latach 1960-1991 | Produkcja samolotów An-2 w PZL-Mielec w latach 1960-1991 | Produkcja samolotów An-2 w PZL-Mielec w latach 1960-1991 | Produkcja samolotów An-2 w PZL-Mielec w latach 1960-1991 |
| Lp.                                                      | Oznaczenie                                               | Wersja                                                   | Ogółem                                                   | ZSRR                                                     | Inni odb.                                                |
| -------------------------------------------------------- | -------------------------------------------------------- | -------------------------------------------------------- | -------------------------------------------------------- | -------------------------------------------------------- | -------------------------------------------------------- |
| 1.                                                       | R                                                        | rolnicza                                                 | 7786                                                     | 7075                                                     | 711                                                      |
| 2.                                                       | TP                                                       | transportowo-pasażerska                                  | 1586                                                     | 1537                                                     | 49                                                       |
| 3.                                                       | TD                                                       | transportowo-desantowa                                   | 1405                                                     | 1028                                                     | 377                                                      |
| 4.                                                       | P                                                        | pasażerska                                               | 837                                                      | 821                                                      | 16                                                       |
| 5.                                                       | M                                                        | morska                                                   | 148                                                      | 122                                                      | 26                                                       |
| 6.                                                       | T                                                        | transportowa                                             | 69                                                       | 0                                                        | 69                                                       |
| 7.                                                       | RTD                                                      | rolniczo-transportowo-desantowa                          | 19                                                       | 0                                                        | 19                                                       |
| 8.                                                       | F                                                        | fotogrametryczna                                         | 5                                                        | 0                                                        | 5                                                        |
| 9.                                                       | inne                                                     |                                                          | 26                                                       | 0                                                        | 26                                                       |
| razem                                                    | razem                                                    | razem                                                    | 11881                                                    | 10583                                                    | 1298                                                     |

| Odbiorcy samolotów An-2 z PZL-Mielec | Odbiorcy samolotów An-2 z PZL-Mielec | Odbiorcy samolotów An-2 z PZL-Mielec |
| Lp.                                  | Państwo                              | Liczba                               |
| ------------------------------------ | ------------------------------------ | ------------------------------------ |
| 1.                                   | ZSRR                                 | 10583                                |
| 2.                                   | Polska                               | 460                                  |
| 3.                                   | Bułgaria                             | 222                                  |
| 4.                                   | Rumunia                              | 132                                  |
| 5.                                   | Węgry                                | 119                                  |
| 6.                                   | Korea Północna                       | 115                                  |
| 7.                                   | Jugosławia                           | 63                                   |
| 8.                                   | Czechosłowacja                       | 49                                   |
| 9.                                   | Mongolia                             | 47                                   |
| 10.                                  | NRD                                  | 20                                   |
| 11.                                  | Turcja                               | 15                                   |
| 12.                                  | Wietnam                              | 14                                   |
| 13.                                  | Irak                                 | 13                                   |
| 14.                                  | Anglia                               | 10                                   |
| 15.                                  | Wenezuela                            | 9                                    |
| 16.                                  | Kuba                                 | 4                                    |
| 17.                                  | Nikaragua                            | 2                                    |
| 18.                                  | Kolumbia                             | 2                                    |
| 19.                                  | Francja                              | 1                                    |
| 20.                                  | Holandia                             | 1                                    |

Wytwórnia w Mielcu produkowała główne elementy płatowca i wykonywała montaż ostateczny. Śmigła W-509A-D9 i AW-2, usterzenie poziome i pionowe, narty, pływaki i aparaturę agrolotniczą wytwarzała WSK Okęcie. Silniki produkowały dwa zakłady: WSK Kalisz i WSK Rzeszów.
Roczna produkcja w Mielcu w początkowym okresie wahała się w granicach 400 samolotów, w roku 1965 przekroczyła 500, a w 1973 – 600 sztuk. 19 sierpnia 1981 został odebrany przez Przedstawicielstwo Wojskowe 8-tysięczny samolot. Ogólna liczba wyprodukowanych w Mielcu samolotów An-2 oceniana jest na ponad 12 tys.

### Eksport samolotów An-2 zPZL-Mielec
Głównym odbiorcą produkowanych w Polsce An-2 był Związek Radziecki, ale eksportowano go również do innych krajów. Na liście odbiorców (łącznie z Polską) figuruje 20 państw.
Tylko do ZSRR przekazano do 1968 roku 3000 samolotów, do 1973 – 5000. 11 maja 1984 z WSK w Kaliszu przekazano 20-tysięczny silnik do samolotu An-2, a 25 września 1984 wysłano 10-tysięczny samolot odbiorcy radzieckiemu.

## Konstrukcje pochodne

### Projekt „Lala-1”
W 1970 roku w Instytucie Lotnictwa w Warszawie, dokonano przeróbki seryjnego samolotu An-2R (rolniczego), numer seryjny 1G12832, na latające laboratorium „Lala-1”. Oprócz silnika tłokowego ASz-62 w samolocie umieszczono silnik turboodrzutowy AI-25 o ciągu statycznym 14,7 kN z silnikiem rozruchowym AI-9. Samolot „Lala-1” służył do badania możliwości wykorzystania silnika turboodrzutowego do napędu samolotu rolniczego. Odcięto tylną część kadłuba, który zastąpiono konstrukcją kratownicową Zastosowano podwójne usterzenie pionowe i nowe tylne podwozie. Samolot oblatano z silnikiem tłokowym 10 lutego 1972 i 26 kwietnia 1972 z obydwoma pracującymi silnikami. Wyniki prób posłużyły następnie do projektowania i budowy samolotu PZL M-15 (Belphegor).

### An-3
Zakłady PZL-Mielec przygotowywały się do uruchomienia produkcji An-3 (An-2 z silnikiem TWD-20). W marcu 1987 roku podpisano wstępną umowę na produkcję tego samolotu. Na podstawie dostarczonych dokumentów wykonano w Mielcu makietę An-3 w skali 1:1, poczyniono wstępne przygotowania, jednak do produkcji seryjnej nie doszło.

## Konstrukcja

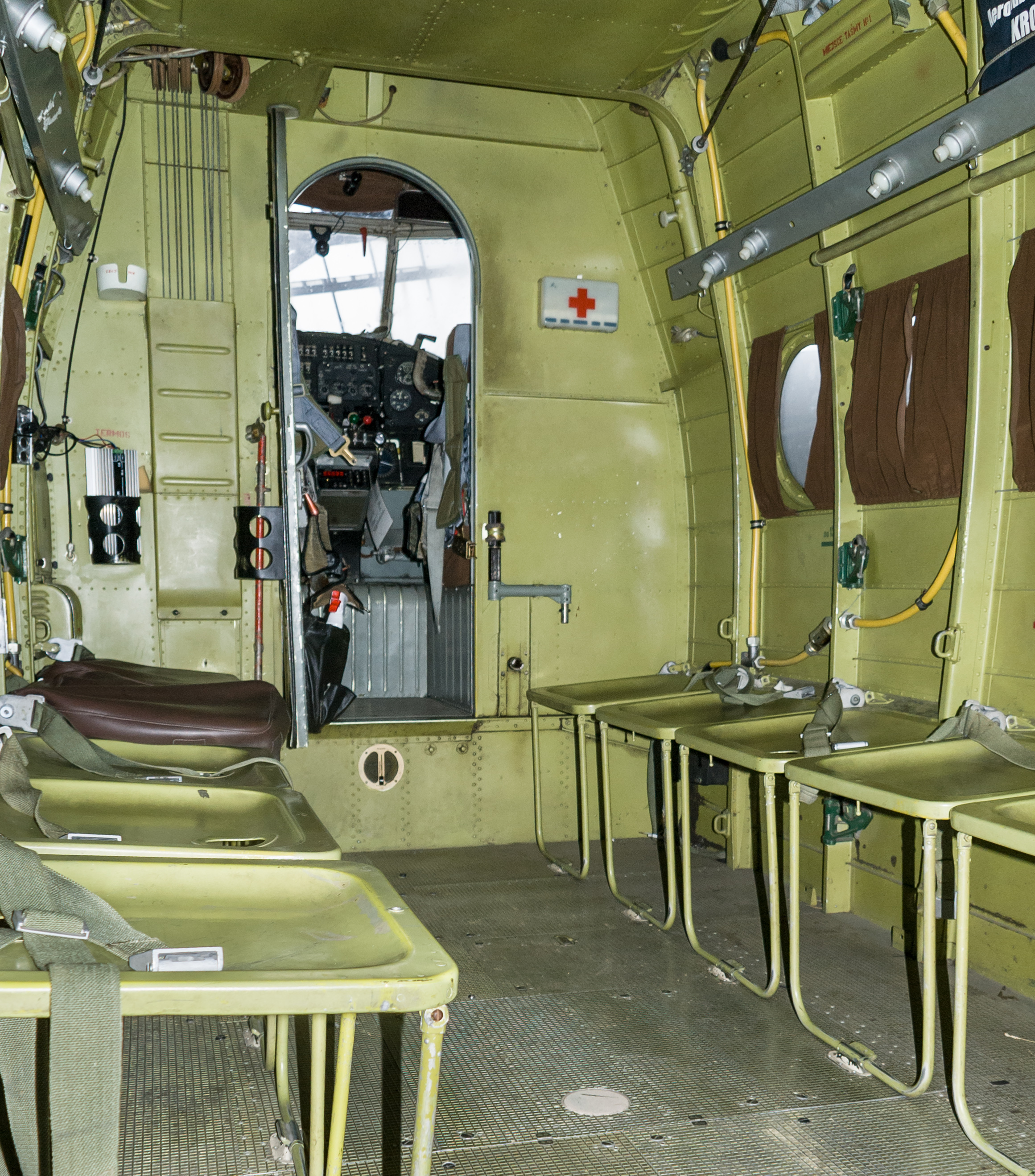
Wnętrze samolotu An-2

Konstrukcja półskorupowa, wykonana z duraluminium. Konfiguracja dwupłatowca. Skrzydła i stery w początkowym okresie produkcji kryte płótnem, w egzemplarzach późniejszych płócienne poszycie posiadał jedynie płat dolny. Zbiorniki paliwa w skrzydłach, podwozie stałe, z kółkiem ogonowym z możliwością wymiany na narty lub w wersji wodnej z pływakami.

We wnętrzu montowano, w zależności od wersji:
- 12 foteli
- 12 składanych krzesełek wzdłuż ścian
- miejsce na 6 noszy,
- ładownia na 1500 kg towaru
- zbiornik na 1300 kg lub 1400 kg substancji chemicznych
- miejsce na aparaty fotograficzne

## Dane techniczne samolotu
| WYMIARY ZASADNICZE                                      |        | An-2T       | An-2W(M)    | An-2M       |
| Rozpiętość górnego płata                                | mm     | 18 176 + 36 | 18 176 + 36 | 18 176 + 36 |
| Rozpiętość dolnego płata                                | mm     | 14 236 + 28 | 14 236 + 28 | 14 236 + 28 |
| Długość samolotu w linii lotu                           | mm     | 12 735 + 25 | 13 201 + 35 | 13 100      |
| Długość samolotu na postoju                             | mm     | 12 400 + 25 | –           | 12 950      |
| Wysokość w linii lotu                                   | mm     | 6097 + 25   | 6507        | 5950        |
| Wysokość na ziemi                                       | mm     | 4013        | –           | 4200        |
| Rozpiętość usterzenia poziomego                         | mm     | 7200 + 25   | 7200 + 25   | 8000 +25    |
| Rozpiętość centropłatu                                  | mm     | 2600        | 2600        | 2680        |
| Rozstaw kół głównych                                    | mm     | 3454 + 20   | –           | 3360        |
| Baza podwozia                                           | mm     | 8190        | –           | 8360        |
| Odległość osi samolotu od ziemi                         | mm     | 2490        | –           | –           |
| Kąt postoju samolotu                                    | stopni | 11°50′      | –           | –           |
| Wymiary kół podwozia głównego                           | mm     | 800 × 260   | –           | 860 × 260   |
| Wymiary kółka ogonowego                                 | mm     | 470 × 210   | –           | 470 × 210   |
| Średnica śmigła                                         | mm     | 3600        | 3600        | 3600        |
| Prześwit śmigła (od ziemi)                              | mm     | 690         | –           | –           |
| KADŁUB                                                  |        |             |             |             |
| Długość kadłuba                                         | mm     | 10 120      | 10 120      | 10 120      |
| Maksymalna szerokość                                    | mm     | 1800        | 1800        | 1800        |
| Maksymalna wysokość w linii lotu                        | mm     | 2336        | 2336        | –           |
| Długość kabiny ładunkowej                               | mm     | 4100        | 4100        | 4100        |
| Szerokość kabiny ładunkowej                             | mm     | 1600        | 1600        | 1600        |
| Wysokość kabiny ładunkowej                              | mm     | 1800        | 1800        | 1800        |
| Wysokość drzwi ładunkowych                              | mm     | 1530        | 1530        | 1670        |
| Szerokość drzwi ładunkowych                             | mm     | 1460        | 1460        | 1650        |
| Wymiary drzwi pasażerskich                              | mm     | 1420 × 810  | 1420 × 810  | 1420 × 810  |
| Średnica okien                                          | mm     | 320         | 320         | 320         |
| SKRZYDŁO GÓRNE                                          |        |             |             |             |
| Długość                                                 | mm     | 8425        | 8425        | 8425        |
| Cięciwa z lotką i zamkniętym slotem                     | mm     | 2450        | 2450        | 2450        |
| Cięciwa z klapą i zamkniętym slotem                     | mm     | 2400        | 2400        | 2400        |
| Profil skrzydła                                         | –      | RPS – 14%   | RPS – 14%   | RPS – 14%   |
| Wznios                                                  | stopni | 3° + 15′    | 3° + 15′    | 3° + 15′    |
| Kąt ustawienia                                          | stopni | + 3°        | + 3°        | + 3°        |
| Powierzchnia z częścią kadłubową                        | m²     | 43,546      | 43,546      | 43,546      |
| SKRZYDŁO DOLNE                                          |        |             |             |             |
| Długość                                                 | mm     | 5795        | 5795        | 5795        |
| Cięciwa z klapą                                         | mm     | 2000        | 2000        | 2000        |
| Profil                                                  | –      | RIIS – 14%  | RIIS – 14%  | RIIS – 14%  |
| Wznios                                                  | stopni | 4°19′       | 4°19′       | 4°19′       |
| Kąt ustawienia                                          | stopni | + 1°        | + 1°        | + 1°        |
| Powierzchnia z częścią kadłubową                        | m²     | 27,96       | 27,96       | 27,98       |
| USTERZENIE                                              |        |             |             |             |
| Rozpiętość statecznika poz.                             | mm     | 7200        | 7200        | 8000        |
| Cięciwa usterzenia poziomego                            | mm     | 1800        | 1800        | 1800        |
| Cięciwa statecznika poz.                                | mm     | 1050        | 1050        | 1050        |
| Kąt ustawienia                                          | stopni | –1°         | –1°         | –1°         |
| Rozpiętość steru wysokości                              | mm     | 6946        | 6946        | –           |
| Cięciwa steru wysokości                                 | mm     | 740         | 740         | 740         |
| Wymiary klapki wyważającej steru wys.                   | mm     | 1778 × 160  | 1778 × 160  | 1778 × 160  |
| Powierzchnia usterzenia poziomego                       | m²     | 12,28       | 12,28       | 14,8        |
| Powierzchnia usterzenia pionowego                       | m²     | 5,85        | 5,85        | 5,04        |
| Powierzchnia statecznika poziomego                      | m²     | 7,5         | 7,5         | 8,13        |
| Powierzchnia steru wysokości                            | m²     | 4,72        | 4,72        | 6,67        |
| Powierzchnia steru kierunku                             | m²     | 2,65        | 2,65        | 2,34        |
| Powierzchnia klapki wyważającej steru kier.             | m²     | 0,116       | 0,116       | 0,119       |
| LOTKI                                                   |        |             |             |             |
| Długość lotki                                           | mm     | 4692        | 4692        | 4692        |
| Cięciwa lotki                                           | mm     | 650         | 650         | 650         |
| Powierzchnia                                            | m²     | 5,9         | 5,9         | 5,9         |
| Powierzchnia klapki wyważającej                         | m²     | 0,141       | 0,141       | 0,141       |
| KLAPY SKRZYDŁA GÓRNEGO                                  |        |             |             |             |
| Długość (jednej)                                        | mm     | 3,415       | 3,415       | 3,415       |
| Cięciwa                                                 | mm     | 600         | 600         | 600         |
| Powierzchnia                                            | m²     | 4,09        | 4,09        | 4,09        |
| KLAPY SKRZYDŁA DOLNEGO                                  |        |             |             |             |
| Długość klapy wewnętrznej                               | mm     | 3160        | 3160        | 3160        |
| Długość klapy zewnętrznej                               | mm     | 2452        | 2452        | 2452        |
| Cięciwa                                                 | mm     | 500         | 500         | 500         |
| Powierzenia                                             | m²     | 5,498       | 5,498       | 5,498       |
| SLOTY                                                   |        |             |             |             |
| Długość jednego                                         | mm     | 3850        | 3850        | 3850        |
| Cięciwa                                                 | mm     | 360         | 360         | 360         |
| Powierzchnia                                            | m²     | 4,39        | 4,39        | 4,39        |
| MASY                                                    |        |             |             |             |
| Masa pustego samolotu                                   | kg     | 3445        | 3690 + 1%   | –           |
| Normalna masa w locie                                   | kg     | 5250        | 5250        | –           |
| Maksymalna masa w locie                                 | kg     | 5250        | 5250        | 5500        |
| Masa maks. do lądowania                                 | kg     | 5250        | 5250        | –           |
| Obciążenie powierzchni                                  | kg/m²  | 76,9        | –           | –           |
| Obciążenie mocy                                         | kg/KM  | 5,5         | –           | –           |
| POJEMNOŚĆ ZBIORNIKÓW                                    |        |             |             |             |
| Pojemność zbiorników paliwa                             | litrów | 1200        | 1200        | –           |
| Pojemność zbiornika oleju                               | litrów | 125         | 125         | –           |
| OSIĄGI PRZY MASIE W LOCIE 5250 kg                       |        |             |             |             |
| śmigło                                                  |        | AW-2        | W-514-D9    | AW-2        |
| Prędkość maksymalna przy ziem                           | km/h   | 230         | 220         |             |
| Prędkość maks. na wys. oblicz.                          | km/h   | 253         | 229         | 250         |
| Prędkość przelotowa na wys. 800 m                       | km/h   | 190         | 180         | 180         |
| Prędkość przyziemienia                                  | km/h   | 90          | 92          | 85-90       |
| Prędkość wznoszenia przy ziemi                          | m/s    | 3,6         | 2,67        | –           |
| Czas wznoszenia na h = 500 m                            | min    | 2,4         | 3,1         | –           |
| Czas wznoszenia na h = 1000 m                           | min    | 4,5         | 6,1         | –           |
| Czas wznoszenia na h = 2000 m                           | min    | 9,3         | 12,5        | –           |
| Pułap praktyczny                                        | m      | 4160        | 3660        | 4100        |
| Długość rozbiegu                                        | m      | 180-220     | 205-250     | 200         |
| Długość dobiegu                                         | m      | 210-225     | 180         | –           |
| Długość startu na przeszkodę 15 m na betonie            | m      | 475         | –           | –           |
| Długość startu na przeszkodę 15 m na trawie             | m      | 495         | –           | –           |
| Długość lądowania z wys. 15 m na betonie                | m      | 427         | –           | –           |
| Długość lądowania z wys. 15 m na trawie                 | m      | 432         | –           | –           |
| Zasięg                                                  | km     | 1390        | –           | –           |
| DANE REGULACYJNE                                        |        |             |             |             |
| Wychylenie lotek do góry                                | stopni | 30° – 1,5°  | 30° – 1,5°  | 30° – 1,5°  |
| Wychylenie lotek do dołu                                | stopni | 14° – 1,5°  | 14° – 1,5°  | 14° – 1,5°  |
| Opuszczenie lotek przy wychyl, klapach 39,5°            | stopni | 16°-1,5°    | 16°-1,5°    | 16°-1,5°    |
| Wychylenie lotek przy wychylonych klapach 39,5° do góry | stopni | 12°-1,5°    | 12°-1,5°    | 12°-1,5°    |
| Wychylenie lotek przy wychylonych klapach 39,5° do dołu | stopni | 30° –1,5°   | 30° –1,5°   | 30° –1,5°   |
| Wychylenie trymeru lotki do góry                        | stopni | 52° – 3°    | 52° – 3°    | 52° – 3°    |
| Wychylenie trymeru lotki do dołu                        | stopni | 52° – 3°    | 52° – 3°    | 52° – 3°    |
| Wychylenie steru wysokości do góry                      | stopni | 42° + 3°    | 42° + 3°    | 42° + 3°    |
| Wychylenie steru wysokości do dołu                      | stopni | 22,5° – 1°  | 22,5° – 1°  | 22,5° – 1°  |
| Wychylenie trymera steru wysokości                      | stopni | 14° –1°     | 14° –1°     | 14° –1°     |
| Wychylenie steru kierunkowego po                        | stopni | 28° – 2°    | 28° – 2°    | 28° – 2°    |
| Wychylenie trymera steru kierunkowego                   | stopni | 14° – 1°    | 14° – 1°    | 14° – 1°    |

## Egzemplarze muzealne
Samoloty An-2 są eksponowane w następujących polskich muzeach:
- Muzeum 2 Bazy Lotniczej w Bydgoszczy – An-2, nr taktyczny 7448
- Muzeum Sił Powietrznych w Dęblinie – An-2, nr taktyczny 9866 nr seryjny 1G98-66
- Muzeum Lotnictwa Polskiego w Krakowie – An-2, nr taktyczny 5705 nr seryjny 1G157-05
- Muzeum Uzbrojenia w Poznaniu – An-2T, nr taktyczny 9863 nr seryjny 1G98-63
- Muzeum Wojska Polskiego w Warszawie oddział Muzeum Polskiej Techniki Wojskowej – An-2P, nr taktyczny 5928 nr seryjny 1G15928
- Muzeum Techniki Wojskowej w Zabrzu – AN-2, SP-WPA, c/n: 1G-16307
- Lotnicze Zakłady Naukowe, Wrocław, An-2[4]
- Jeden stoi, jako pomnik, przy wjeździe do Mielca od strony Tarnowa
- Kolejny An-2 znajduje się przed wejściem do Polskiej Agencji Żeglugi Powietrznej i Centrum Zarządzania Ruchem Lotniczym w Warszawie.
- Muzeum Techniki Militarnej w Tarnowskich Górach – w trakcie renowacji
- Państwowa Akademia Nauk Stosowanych w Chełmie – przed wejściem do budynku uczelni.
- Podkarpackie Centrum Nauki „Łukasiewicz” w Jasionce – An-2, numer boczny SP-AMM, dostępny do zwiedzania

### AN-2TD "Wiedeńczyk"

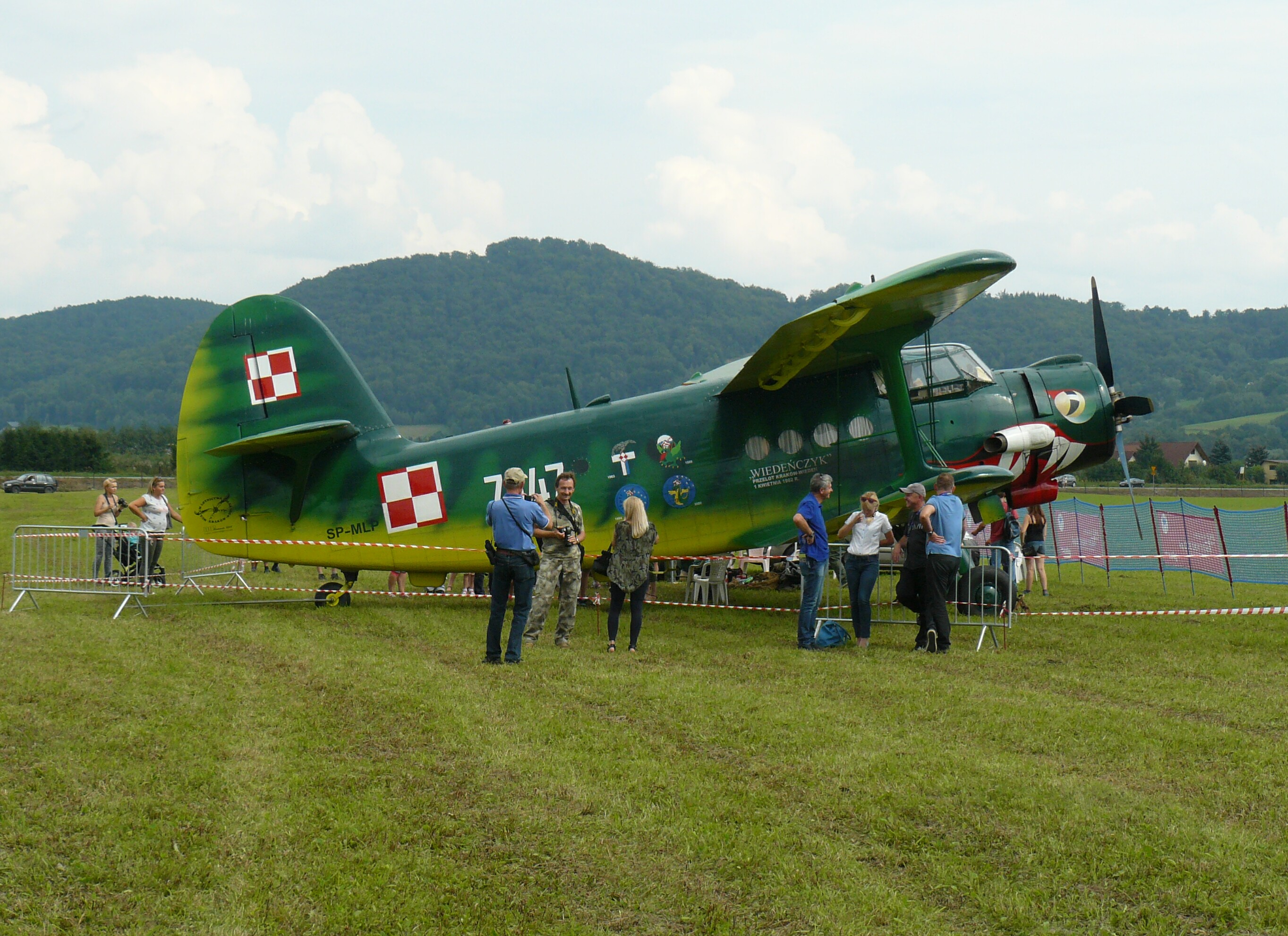
AN-2 TD Wiedeńczyk na festynie lotniczym w Łososinie Dolnej

1 kwietnia 1982 roku, podczas stanu wojennego, załoga wojskowego samolotu transportowego An-2 stacjonująca w Balicach dokonała ucieczki z kraju do Austrii przez Czechosłowację. Po wykonaniu międzylądowania na podkrakowskiej łące i zabraniu rodzin lotników, samolot wykonał lot na małej wysokości i doleciał do Austrii, lądując na  lotnisku w Wiedniu Schwechat. Samolot ten powrócił do Polski i od tamtej pory nazwany został ”Wiedeńczykiem”. W 2012 po wycofaniu ze służby przekazany został do Muzeum Lotnictwa Polskiego w Krakowie. Egzemplarz ten o numerze fabrycznym 1G7447, został wyprodukowany w 1966 przez zakłady lotnicze WSK PZL w Mielcu. Wiedeńczyk jako latający eksponat muzealny nadal lata pod znakiem rejestracyjnym SP-MLP.

## Galeria

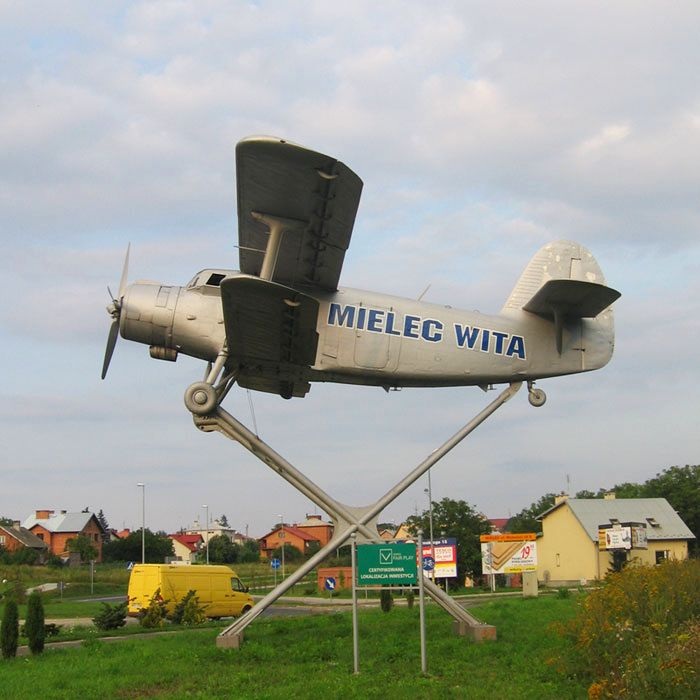

Modyfikacje An-2

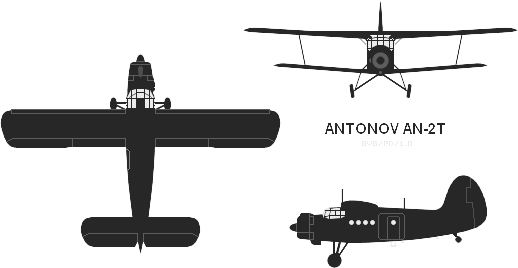
An-2T
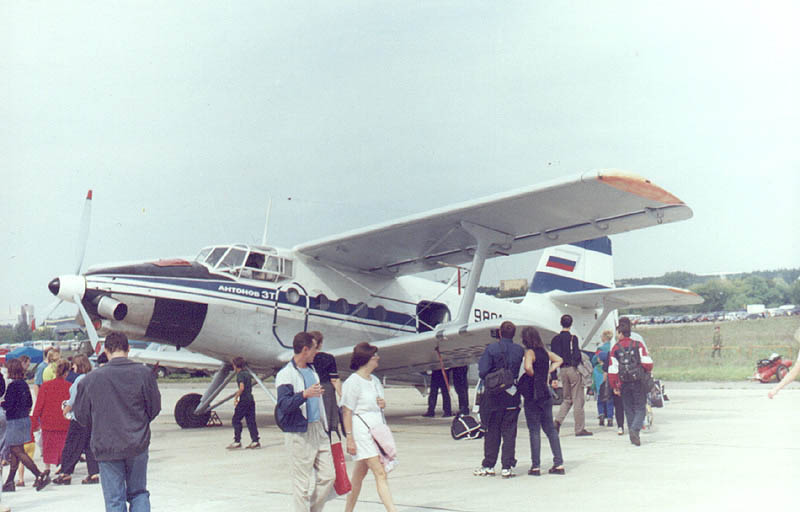
An-3
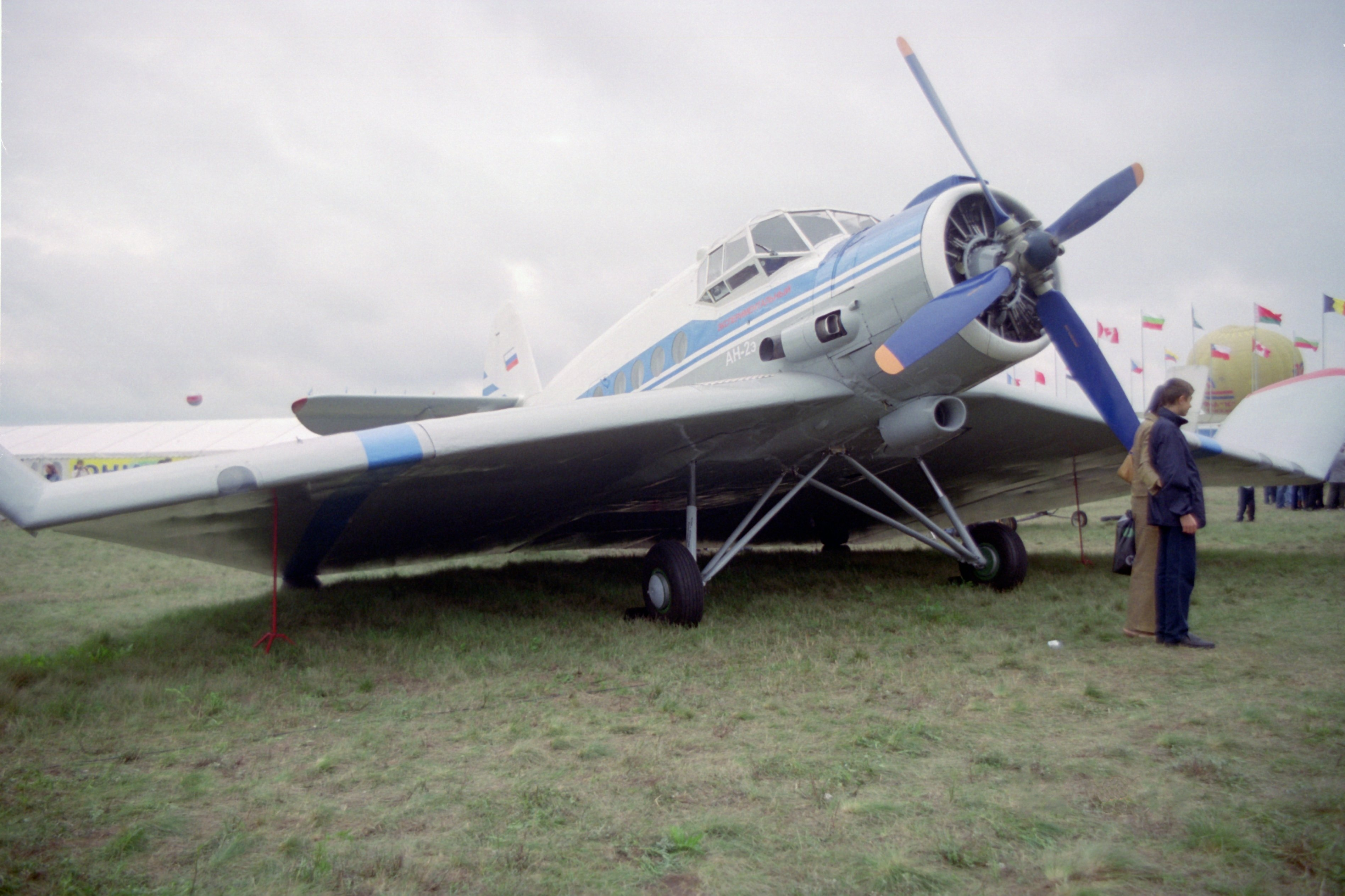
An-2E